# Néferkarê Pamy II
Pour les articles homonymes, voir Néferkarê.
Néferkarê Pamy II est le nom d'un roi égyptien ayant gouverné Tanis sous la XXIIIe dynastie vers 712 à 702 av. J.-C.

## Attestations
Le réexamen de certains blocs archaïsants provenant des lacs sacrés d’Amon et de Mout à Tanis a permis l’identification d’un nouveau roi nommé Néferkarê Pamy II, il se distingue par ses noms et le style de ses monuments de son prédécesseur indirect Ousermaâtrê Pamy Ier. L'analyse stylistique et historique le place comme roi de Tanis à l’extrême fin de l’époque libyenne, dans la dernière décennie du VIIIe siècle av. J.-C.,.

## Identification
Un roi nommé Néferkarê Ouahibrê, en révolte contre les Perses au début de la XXVIIe dynastie et attesté par un sistre de Bubastis et une corniche d'Athribis, a souvent été pris pour un roi Néferkarê vivant à la même époque que le roi Ouahibrê Psammétique Ier de la XXVIe dynastie, les deux objets précédemment cités étant compris comme des preuves de deux règnes parallèles et mutuellement reconnus, avant que Psammétique Ier ne cesse de tolérer ce local roi. Les inscriptions aujourd'hui attribuées à Néferkarê Pamy II étaient auparavant fautivement attribuées à ce Néferkarê (voir par exemple ).

## Règne
Pamy II n'est attesté qu'à Tanis. Rien n'est connu de ce roi, peut-être n'a-t-il d'ailleurs pas directement succédé à Osorkon IV à la suite de la guerre entre Bakenranef et Chabataka ayant vu la victoire de ce dernier et la soumission complète du Delta.